# Połtawka (obwód zaporoski)
Połtawka (ukr. Полтавка) – wieś na Ukrainie, w obwodzie zaporoskim, w rejonie połohowskim. W 2025 liczyła 16 mieszkańców.